# Olav Jordet
Olav Jordet (Tolga, 27 de diciembre de 1939) es un deportista noruego que compitió en biatlón.
Participó en dos Juegos Olímpicos de Invierno, obteniendo en total dos medallas, plata en Grenoble 1968 y bronce en Innsbruck 1964. Ganó seis medallas en el Campeonato Mundial de Biatlón entre los años 1962 y 1967.

## Palmarés internacional
| Juegos Olímpicos   | Juegos Olímpicos             | Juegos Olímpicos  | Juegos Olímpicos |
| Año                | Lugar                        | Medalla           | Prueba           |
| ------------------ | ---------------------------- | ----------------- | ---------------- |
| 1964               | Innsbruck (Austria)          | Medalla de bronce | Individual       |
| 1968               | Grenoble (Francia)           | Medalla de plata  | Relevos          |
| Campeonato Mundial |                              |                   |                  |
| Año                | Lugar                        | Medalla           | Prueba           |
| 1962               | Hämeenlinna (Finlandia)      | Medalla de bronce | Equipo           |
| 1963               | Seefeld (Austria)            | Medalla de bronce | Equipo           |
| 1965               | Elverum (Noruega)            | Medalla de oro    | Individual       |
| 1965               | Elverum (Noruega)            | Medalla de oro    | Equipo           |
| 1966               | Garmisch-Partenkirchen (RFA) | Medalla de oro    | Relevos          |
| 1967               | Altenberg (RDA)              | Medalla de oro    | Relevos          |